# Plac pod Ratuszem
Plac pod Ratuszem – niewielki kocioł na dnie dolnej części Wąwozu Kraków w Dolinie Kościeliskiej w Tatrach Zachodnich. Znajduje się u zachodnich podnóży turni Ratusz, ok. 60 m powyżej dostępnego dla turystów niewielkiego placu pod Smoczą Jamą. Od miejsca tego do Placu pod Ratuszem prowadzi ciasny wąwóz. Dawniej wąwozem tym i przez Plac pod Ratuszem prowadził szlak turystyczny omijający Smoczą Jamę. Obecnie jest to trasa zamknięta dla turystów i zagrodzona żerdkami. Z Placu pod Ratuszem wychodzą również dwie drogi taternickie: na Przełączkę za Ratuszem i na Zbójnicką Turnię, opisane w tomie 3 przewodnika Tatry Władysława Cywińskiego.